# Giulio Cesare Brancaccio
Giulio Cesare Brancaccio (Napoli, 1515 – 1586) è stato un militare, attore teatrale e basso italiano attivo presso numerose corti del nord Italia nel XVI secolo, e particolarmente presso la corte degli estensi di Ferrara.

## Biografia
Nato a Napoli da una nobile famiglia, la sua prima apparizione in una fonte certa lo indica come soldato nell'esercito del Regno di Napoli nel 1535 e successivamente come cantante ed attore dilettante presso la casa napoletana di Ferrante Sanseverino, principe di Salerno. Egli probabilmente non cantò alle nozze di Francesco d'Este, zio di Alfonso II d'Este. Combatté nell'esercito di Carlo V e nel 1554 si spostò in Francia, dove divenne un gentilhomme de la chambre du Roi al servizio di Enrico II e successivamente di suo figlio Francesco II e poi di Carlo IX. Nel 1571 si recò a Vienna, Venezia, Torino, Firenze e nel 1573 a Napoli, dove si unì alla spedizione di Don Juan per riconquistare Tunisi per gli spagnoli. Successivamente visse a Roma, al servizio del cardinale Luigi d'Este. La prima notizia certa di Brancaccio alla corte di Alfonso II d'Este a Ferrara è del 1577, quando lo si trova a cantare nel gruppo del Concerto delle donne, con le cantanti dilettanti Lucrezia Bendidio, Leonora Sanvitale e Vittoria Bentivoglio. Nel 1581 pubblicò a Venezia una traduzione commentata, dal titolo  Commentarii de Bello Gallico, da Giulio Cesare, esistente ancora in stampe del 1581, del 1582 (Vittorio Baldini) e del 1585 (Aldo Manuzzio).
Brancaccio venne ingaggiato alla corte di Ferrara, dal duca Alfonso II d'Este, per cantare nella sua musica secreta, dove fu molto apprezzato per la sua bella voce di basso.  Secondo un cronista dell'epoca, Brancaccio ruppe gli accordi con il Duca "di non parlare delle sue adventure di guerra."  Alfonso e Brancaccio non andarono d'accordo a lungo, a causa, in parte, della resistenza da parte del Brancaccio ad essere considerato soltanto come un cantante professionista, una posizione che prevedeva un modesto stato nella gerarchia della corte, più vicino ad un servitore che ad un membro della corte stessa, ed in parte perché Alfonso mal sopportava la tendenza di Brancaccio a vantarsi dei suoi trascorsi militari. Mentre era al servizio del Duca percepiva intorno a 400 scudi all'anno (nel 1582 questo voleva dire 130 lire al mese) oltre ad un appartamento e ad un cavallo per quando ne avesse avuto bisogno. Durante questo secondo periodo Torquato Tasso e Giovanni Battista Guarini scrissero dei poemi dedicandoli al Brancaccio.
Nel 1581 egli perse definitivamente il favore della corte, o meglio del Duca, a seguito di un suo viaggio a Venezia. Tornò alla corte nell'ottobre 1581, ma non per molto tempo. Nel 1583 Brancaccio venne licenziato per insubordinazione; si rifiutò di cantare per Anne, duchessa di Joyeuse. Nel 1585 provò a rientrare nelle grazie del Duca, tramite una serie di lettere e con l'aiuto di Giovanni Battista Guarini, ma non riuscì a perseguire il suo intento. Newcomb descrive la personalità che emana da queste lettere come "impetuoso, orgoglioso, assurdo e piuttosto commovente.
Morì nel 1586.